# John R.L. Allen
John Robert Laurence Allen, född 25 oktober 1932 i Birmingham, död 18 oktober 2020 i Thatcham var en brittisk geolog och sedimentolog.
Allen var från 1972 professor vid University of Reading. Han blev Fellow of the Royal Society 1979. Allen tilldelades Lyellmedaljen 1980 och Penrosemedaljen 2002. Han lämnade betydande vetenskapliga bidrag inom den experimentella sedimentologin och författade även flera viktiga läroböcker inom den fysiska sedimentologin.